# Brasileodactylus
|  | Dieser Artikel wurde aufgrund von formalen oder inhaltlichen Mängeln in der Qualitätssicherung Biologie zur Verbesserung eingetragen. Dies geschieht, um die Qualität der Biologie-Artikel auf ein akzeptables Niveau zu bringen. Bitte hilf mit, diesen Artikel zu verbessern! Artikel, die nicht signifikant verbessert werden, können gegebenenfalls gelöscht werden. Lies dazu auch die näheren Informationen in den Mindestanforderungen an Biologie-Artikel. |

 Brasileodactylus araripensis  ist ein fossiler Vertreter der Flugsaurier aus der Santana-Formation in Brasilien. Er gehört zur Familie der Ornithocheiridae und lebte vor etwa 110 Millionen Jahren. 
Beschrieben wurde dieses Fossil 1984 von dem Paläontologen AWA Kellner auf der Basis des einzig bekannten Skelettrestes, einem Gebissteil mit nach unten gebogenen Zähnen.